# 大統新世紀百貨
大統新世紀百貨（Great World Department Store），是一間位於台灣高雄市三民區的社區型百貨公司，鄰近大統集團相關企業大樂購物中心。2001年12月開業，由大統集團與地主東南水泥、國產實業合資經營，建築樓地板面積為11,880坪，共有近200個品牌進駐，主力核心店為誠品書店、玩具反斗城、娃娃世界及連鎖咖啡輕食店。大統新世紀百貨2008年營業額約在12~13億左右，後受到附近漢神巨蛋購物廣場開業磁吸的影響，業績逐步下滑，並於2014年12月因地主租期屆滿不續約而停業。後原址整建為悅誠廣場，2022年8月31日後悅誠亦停業遭拆除。

## 歷史
- 2001年12月6日，大統新世紀百貨開業。
- 2005年，誠品書店新世紀店進駐地上二層，面積約400餘坪。

- 2014年10月24日，大樂新世紀店以小型超市的型態於地下一層開業。
- 2014年12月31日，經營13年的大統新世紀百貨，因租約到期地主不再續約而結束營業。[2][3]
- 2016年1月，大統新世紀百貨原建物由興富發建設租下，開設悅誠廣場。[4]
- 2022年8月31日，因受COVID-19疫情影響，營運狀況不佳，悅誠廣場，結束營業。

## 商場介紹
大統新世紀百貨在空間規劃上結合了購物中心與百貨公司的特性：6成面積規劃為獨立式店面型態的大坪數專門店，4成面積規劃為百貨專櫃的模式，營造出獨特的購物環境。

### 特色空間
歐式風情鐘樓：設置於一樓鄰民族一路的戶外廣場，獨具特色的報時鐘由日本鐘錶專家SEIKO精工打造，圓形直徑350mm，具有音樂報時功能及燈光變化，整體歐式造型，宛若置身歐洲街頭。

### 樓層簡介
| 樓層    | 定位                                                                         |
| ------- | ---------------------------------------------------------------------------- |
| 3樓     | 戶外停車場                                                                   |
| 2樓     | 家庭用品、專門店（誠品書店、玩具反斗城、娃娃世界、生活工場）                 |
| 1樓     | 女裝、化妝品香氛、咖啡輕食（Mister Donut、星巴克）                           |
| 地下1樓 | 家庭用品、休閒服飾、生活雜貨、電子遊戲場（湯姆熊歡樂世界）、食樂舫、主題餐廳 |
| 地下2樓 | 室內停車場                                                                   |